# Hans Dahlerup
Hans Birch friherre von Dahlerup (25. august 1790 i Hillerød – 26. september 1872 på Frederiksberg) var baron, dansk søofficer og mellem 1849–51 øverstbefalende for den østrig-ungarske marine.
Dahlerup kom i 1802 på Søkadetakademiet og bestod tre år senere officerseksamen med udmærkelse. Han blev som 16-årig udnævnt til sekondløjtnant og steg i Søværnet til kommandør (1847). I 1808 deltog han i linjeskibet Prins Christian Frederiks kamp ved Sjællands Odde. Efter at være blevet løsladt fra engelsk fangenskab ansattes han først i det norske søforsvar, senere ved kanonbådene i Storebælt; begge steder måtte han bestå kampe mod engelsk overmagt, og begge steder blev han atter fanget. Af hans togter i fredsperioden efter 1814 kan nævnes: 1838 førte han fregatten Rota i Middelhavet og hjemførte hermed Thorvaldsen.
Ved krigens udbrud i 1848 blev Dahlerup imod forventning ikke anvendt i nogen udkommando, men blev derimod af den daværende marineminister Zahrtmann opfordret til at træde i østrigsk tjeneste for at reorganisere denne marine, som var kommet en del i forfald. Modstræbende tog han imod dette tilbud, idet han dog forinden sikrede sig at kunne indtræde i sit nummer igen i Danmark. Med rang af kontreadmiral forlod han februar 1849 Danmark, rejste til Olmütz, hvor den østrigske kejser opholdt sig, og blev af ham udnævnt til viceadmiral, feltmarskalløjtnant samt marinens øverstkommanderende. Den tilstand, hvori Dahlerup traf den østrigske marine, var temmelig trøstesløs: ved oprøret i Venedig havde den mistet sin vigtigste flådestation, en stor del af sit overordnede personel og henved halvdelen af sine skibe. Det resterende materiale savnede både organisation og basis. Ved sin bestemte, beherskede optræden og understøttet af grundige kundskaber lykkedes det imidlertid Dahlerup på forbavsende kort tid at puste nyt liv i korpsene og tilvejebringe et brugeligt materiel, så flåden kunne yde et væsentligt bidrag til byen Venedigs generobring. Sammen med hærens øverstkommanderende, den gamle Radetzky, holdt Dahlerup derefter sit indtog i den overvundne by, hvor dens nøgler overraktes sejrherrerne. For sin virksomhed ved denne lejlighed blev han storkors af Jernkroneordenen, hvormed fulgte friherreværdigheden.
Indtil 1851 fortsatte Dahlerup nu sit reformværk, som lykkedes ham over forventning. Samtidig var der imidlertid gået en bevægelse for sig, der gik ud på, nu da faren var overstået, at underminere kejserens tillid til ham. Da disse bestræbelser havde nået et vist punkt, trak Dahlerup sig tilbage og vendte hjem til sit fædreland. Her led han den skuffelse, at man nægtede ham at træde i nummer på ny, under påskud af, at han havde stået uden for den nationale kamp 1848-50. Krænket herover tog han sin afsked, ved hvilken han end ikke fik pension.
I 1861 kaldtes han af den østrigske ærkehertug Maximilian tilbage til Østrig og assisterede denne indtil 1864 i marineforvaltningen som hans maritime konsulent. Krigen 1864 mellem de to lande, han begge tilhørte, gjorde imidlertid et så pinligt indtryk på ham, at han definitivt trak sig tilbage og atter drog hjem.
Dahlerup blev Ridder af Dannebrog 1840, Dannebrogsmand 1845 og fik Storkorset 1851.
Han er begravet på Holmens Kirkegård på et familiegravsted, som stadigt benyttes af hans efterkommere. Slægten Birch Dahlerup er omfattende. Der findes en stamtavle, som viser alle efterkommere af Hans Birch von Dahlerups mange søskende, samt hans egne efterkommere. Den indbefatter blandt andre politikere, akademikere, kunstnere, direktører, forfattere og dygtige forretningsfolk. 
Der findes et portrætmaleri af N.P. Holbech fra 1866 (Frederiksborgmuseet). Klippet silhouet af P.N. J. (sammesteds). Blyantstegning af Ditlev Blunck i Thorvaldsens Museum. Portrætteret på Jørgen Sonnes frise på museet 1847-48. Litografi af Eduard Kaiser 1850. Xylografi af C.L. Sandberg 1870.